# Armin Dollinger
Armin Dollinger (* 28. September 1990 in Dachau) ist ein deutscher Volleyball- und Beachvolleyballspieler und ehemaliger Sportsoldat der Bundeswehr.

## Karriere

### Hallenvolleyball
Armin Dollinger begann 2000 mit dem Hallenvolleyball. Er spielte für den VfR Garching, den VCO Kempfenhausen, den ASV Dachau und den TV Rottenburg II, zeitweise auch in der Zweiten Bundesliga.

### Beachvolleyball
2005 begann Armin Dollinger mit dem Beachvolleyball. Von 2009 bis 2012 war Malte Stiel sein Standardpartner, mit dem er 2009 bei der U21-WM in Blackpool Vierter, 2010 bei der U23-EM in Kos ebenfalls Vierter sowie 2011 bei der U23-EM in Porto Fünfter wurde. Außerdem nahmen Dollinger/Stiel zweimal an den deutschen Meisterschaften in Timmendorfer Strand teil und belegten die Plätze sieben und dreizehn. 2013 spielte Armin Dollinger standardmäßig mit dem Mainzer Jonas Schröder, mit dem er schon 2012 Platz vier bei der U23-EM in Assen belegte und in Maceió Studenten-Weltmeister wurde. 2013 gewannen Dollinger/Schröder die Silbermedaille bei der Universiade in Kasan und belegten Platz fünf bei den deutschen Meisterschaften. Ab 2014 sollte Olympiasieger Julius Brink sein Partner sein, wegen dessen verletzungsbedingtem Karriereende spielte Armin Dollinger allerdings an der Seite von Clemens Wickler, mit dem er bei den deutschen Meisterschaften in Timmendorfer Strand Platz vier belegte. Bei den deutschen Meisterschaften 2015 in Timmendorfer Strand wurden Clemens Wickler und Armin Dollinger Deutscher Meister. Mit Yannick Harms belegte Dollinger ein Jahr später in Timmendorfer Strand Platz sieben. 2017 war Jonathan Erdmann sein Partner. Seit 2018 startet er mit Simon Kulzer. Auf der World Tour 2019 gewannen Dollinger/Kulzer das 1-Stern-Turnier in Visakhapatnam. Mit Eric Stadie landete Dollinger beim 3-Sterne-Turnier in Jūrmala auf Platz vier. Nach 2019 qualifizierten sich Dollinger/Kulzer über die Comdirect Beach Tour 2020 erneut für die deutsche Meisterschaft und erreichten Platz fünf.
2021 startete Dollinger an der Seite von Paul Becker. Nach einem fünften und einem dritten Platz in Düsseldorf gewannen Becker/Dollinger in Stuttgart den dritten Qualifier für Timmendorfer Strand. Nach Platz vier beim zweiten Stuttgarter Turnier gewannen sie das Turnier in Königs Wusterhausen. Bei der deutschen Meisterschaft belegten sie Platz neun. Auch 2022 spielten Becker/Dollinger auf der German Beach Tour. Sie siegten beim „Rock the Beach“-Turnier in Berlin und wurden bei der deutschen Meisterschaft erneut Neunte.
2023 spielte Dollinger mit vorwiegend mit Jonas Reinhardt auf der German Beach Tour. Dollinger/Reinhardt qualifizierten sich für die deutsche Meisterschaft in Timmendorfer Strand.

## Privates
Armin Dollinger ist der Sohn des Physikprofessors Günther Dollinger, Bruder von dem ehemaligen Beachvolleyballspieler Sebastian Dollinger und hat Sportmanagement an einer Fachhochschule studiert. Dollinger wohnt in Kirchheim bei München. Er ist verheiratet und hat zwei Kinder. 
Anfang 2025 trennte sich Armin Dollinger von dem von ihm mitgegründeten Verein „Beach4U“, bei dem er als Cheftrainer tätig war. Bereits seit November 2024 ist er als Stützpunktleiter für den Bayerischen Volleyball-Verband und als neuer Trainer des Vereins „BeachVolley United“ aktiv.